# CEBPB
La proteína CEBPB (de sus siglas en inglés "CCAAT/enhancer-binding protein beta") es una proteína codificada en humanos por el gen cebpB. El gen cebpB no posee intrones y la proteína que codifica es un factor de transcripción bZIP que presenta la capacidad de unirse en forma de homodímero a ciertos promotores y enhancers. También puede formar heterodímeros con proteínas relacionadas, como CEBPA, CEBPD y CEBPG. La proteína CEBPB presenta un importante papel en la regulación de genes implicados en la respuesta inmune y en la respuesta inflamatoria, siendo capaz de unirse al elemento de respuesta a IL-1 en el promotor del gen de la IL-6, así como a regiones reguladoras de diversos genes de citoquinas y de fase aguda. además, CEBPB puede unirse al promotor y a los elementos situados corriente arriba, y así estimular la expresión del gen de colágeno tipo I.

## Interacciones
La proteína CEBPB ha demostrado ser capaz de interaccionar con:
- CREB1[4]
- Factor de transcripción Sp1[5][6]
- Receptor de glucocorticoides[7]
- Fosfoproteína nucleolar p130[8]
- DDIT3[9][10]
- HSF1[11]
- RELA[12][13]
- Zif268[14]
- TRIM28[15][16]
- SMARCA2[17]
- Receptor de estrógenos alfa[7][18]
- EP300[19]
- HMGA1[6]
- CRSP3[20]
- Factor de respuesta al suero[21][22]